# Larvotto
Larvotto (en francés: Le Larvotto) es el nombre de la principal playa de Mónaco (Plage du Larvotto) y también el nombre de uno de los 11 barrios de ese país europeo. Es además una circunscripción electoral de Mónaco, y antiguamente parte del tradicional distrito de Montecarlo. 

## Geografía
Este sector tiene una superficie de 32,84 ha y una población según el censo de 2000 de 5.443 habitantes, siendo por ello el barrio más extenso y poblado de Mónaco.
Larvotto está al noreste de Monte Carlo y La Rousse. Limita al noreste con Roquebrune-Cap-Martin, Provenza-Alpes-Costa Azul, Francia.

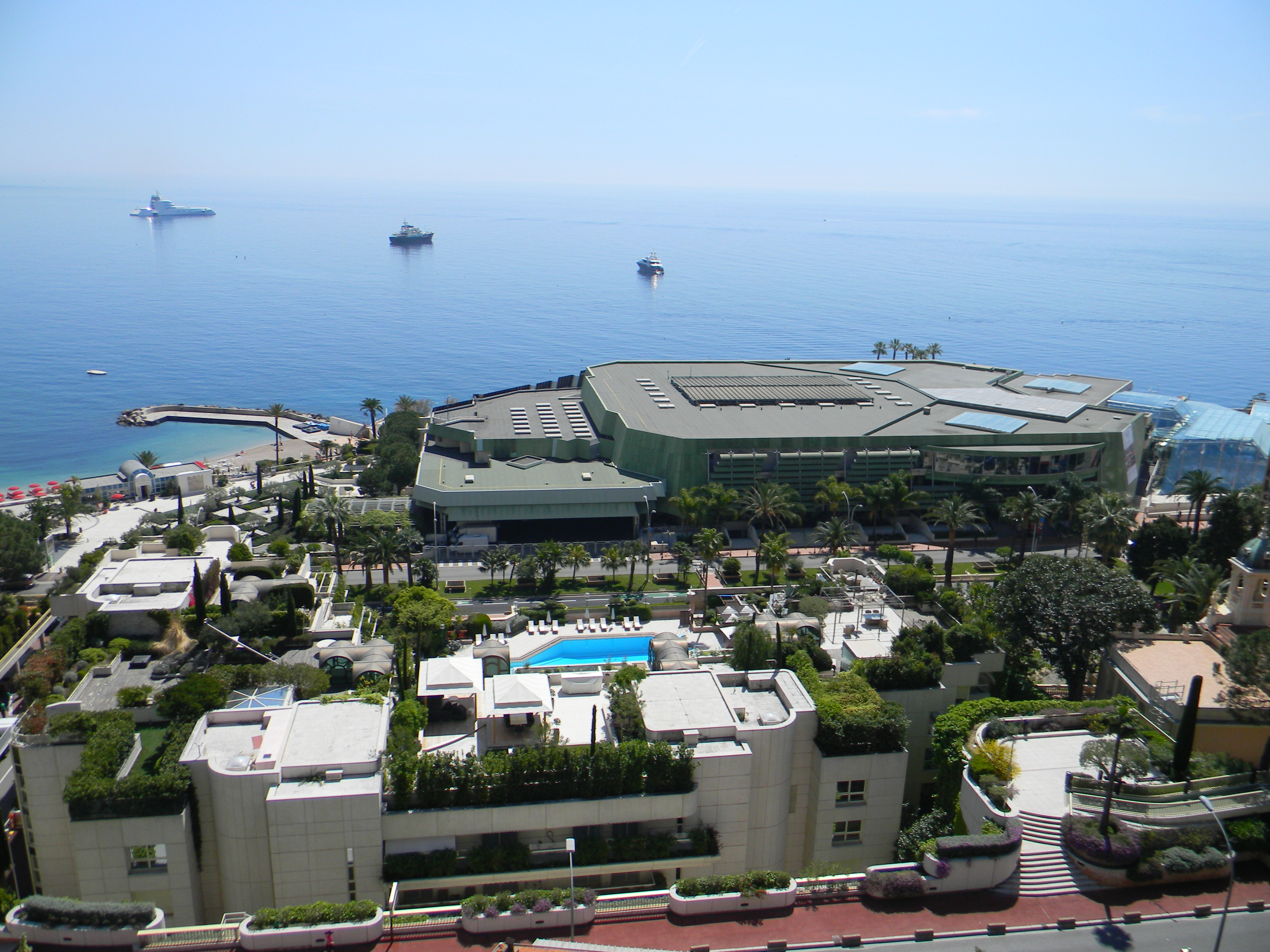
Foro Grimaldi

El Foro Grimaldi, un centro de conferencias y congresos, está situado en el paseo marítimo de Larvotto.
La avenida Princesa Grace, situada a lo largo de la playa de Larvotto, es una de las calle más caras del mundo para vivir. El apartamento promedio ronda 6.970 dólares por pie cuadrado (75.000 dólares/m²). El Jardín Japonés es un parque municipal en la avenida Princesse Grace.

### Fauna y Flora
A finales de 2016, con el fin de preparar el lecho marino para la construcción del nuevo barrio llamado Le Portier, se trasplantaron placas de posidonia y rocas de litofilo al lecho marino de Larvotto. Unos 47 grandes nácares también se trasladaron al fondo marino de Larvotto.

### Demografía
Le Larvotto es el distrito más densamente poblado del principado, y el segundo más grande, después de Fontvieille. La calidad de vida, debido en parte a la gran cantidad de parques que hay, hace que Larvotto sea una zona de paseo muy popular tanto para los monegascos como para los turistas extranjeros. Esto explica por qué los precios de los inmuebles son entre un 10% y un 20% más altos que en los barrios vecinos.

### Reserva submarina
La Reserva submarina del Larvotto y la zona costera del Portier es una zona Ramsar de unos 0,23 km² que consiste en una área costera con un fondo rocoso de unos 10 metros de profundidad en la parte occidental. En la parte oriental de la reserva hay playas y obras de protección rocosa artificial con importantes praderas de Posidonia oceánica. La zona es un refugio ideal para las diferentes especies de peces de la zona. Aunque hay proyectos de desarrollo cerca de la parte occidental, las playas protegidas sólo se utilizan para actividades recreativas. Las aguas costeras de la reserva están cerradas al turismo y sirven como lugar de educación ambiental limitado y como base para numerosos estudios científicos.

## Turismo
A pesar de su carácter predominantemente residencial, el distrito incluye varios hoteles, así como el Sporting Monte-Carlo. La última playa monegasca accesible al público está allí (desde el cierre de la playa "Portier").

## Trivia
Larvotto, incluidas las vistas exteriores del Monte-Carlo Bay Hotel & Resort, fue el lugar de filmación de un vídeo musical del cantante Yuri Shatunov para la canción "Тет а тет".

## Edificios
- Monte-Carlo Bay Hotel & Resort, un complejo turístico de lujo;
- Sporting Club de Montecarlo, un complejo de edificios.

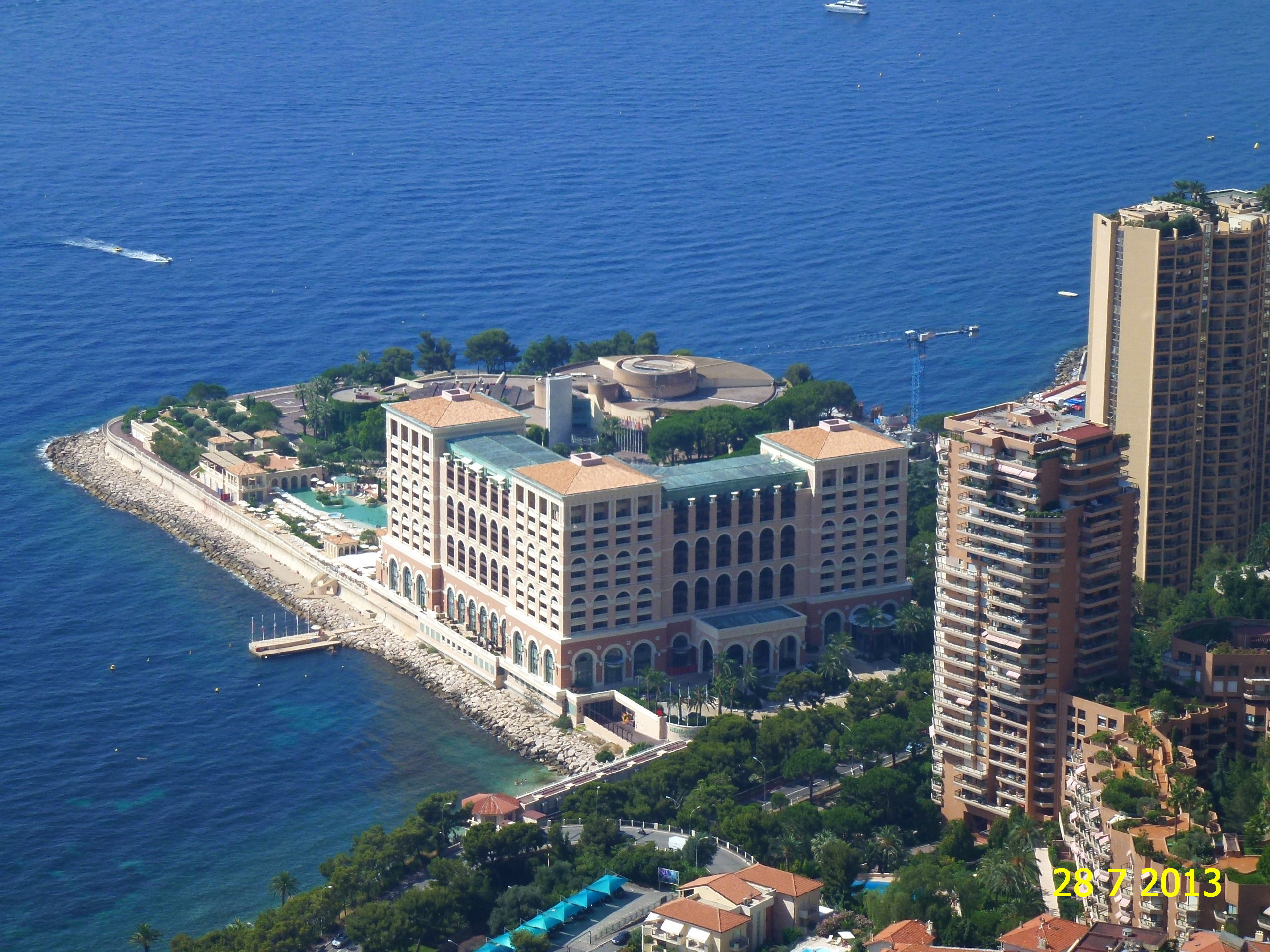
Hotel Monte-Carlo Bay